# Ryan Church
Ryan Matthew Church (né le 14 octobre 1978 à Santa Barbara, Californie, États-Unis) est un voltigeur de baseball qui évolue en Ligues majeures de 2004 à 2010.

## Carrière
Ryan Church est sélectionné en 14e ronde par les Indians de Cleveland en 2000. Le 5 janvier 2004, alors qu'il évolue encore dans les ligues mineures, Church et le joueur d'avant-champ Maicer Izturis sont échangés aux Expos de Montréal en retour du lanceur Scott Stewart.
Church fait ses débuts dans les ligues majeures avec les Expos le 21 août 2004. En 30 parties, il ne frappe que pour ,175 avec un seul coup de circuit et 6 points produits. Le voltigeur suit la franchise à Washington après son transfert dans la capitale américaine en 2005 et connaît un bon début à sa deuxième saison avant d'être contraint à l'inactivité en raison d'une blessure.
En 2006, il commence l'année dans les ligues mineures avant de revenir avec les Nationals en cours de saison. Il connaît sa meilleure campagne en 2007 alors qu'il prend part à 144 parties des Nats, frappe 15 circuits et produit 70 points.
Le 30 novembre 2007, Ryan Church et le receveur Brian Schneider sont échangés de Washington à New York en retour du joueur de champ extérieur Lastings Milledge. Le 28 septembre 2008, il est le dernier joueur retiré dans le dernier match jamais joué au Shea Stadium de New York, domicile des Mets de 1964 à 2008.
Après une saison et demie chez les Mets, Church est échangé le 10 juillet 2009 aux Braves d'Atlanta contre un autre voltigeur de droite, Jeff Francoeur.
Devenu agent libre après la saison 2009, il signe un contrat d'un an pour 1,5 million de dollars avec les Pirates de Pittsburgh.
Le 31 juillet 2010, les Pirates échangent Church, le joueur d'avant-champ Bobby Crosby et le lanceur droitier D. J. Carrasco aux Diamondbacks de l'Arizona en retour du receveur Chris Snyder et de l'arrêt-court Pedro Ciriaco.

## Vie personnelle
Ryan Church est un chrétien. En 2005, il fut au centre d'une controverse impliquant également un chapelain, Joe Moeller, effectuant du bénévolat auprès des membres des Nationals de Washington. Après avoir interrogé Moeller sur une ancienne amie de cœur de confession juive, Church rapporta aux journalistes les propos de celui-ci, à savoir que les Juifs étaient selon eux « condamnés » car ils ne croyaient pas en Jésus-Christ. Cet incident souleva l'ire d'un rabbin orthodoxe de Washington, amenant les Nationals à suspendre le chapelain Moeller et présenter des excuses officielles au nom de Ryan Church.